# Willi Küpper
Willi Küpper (* 7. Mai 1942 in Mülheim an der Ruhr) ist ein deutscher Betriebswirt und emeritierter Professor für Betriebswirtschaftslehre (BWL) an der Universität Hamburg.

## Leben
Willi Küpper absolvierte von 1963 bis 1967 ein Studium der technischen Betriebswirtschaftslehre an der Universität Karlsruhe.
Von 1967 bis 1972 war er wissenschaftlicher Mitarbeiter an betriebswirtschaftlichen Lehrstühlen der Universitäten Karlsruhe und Hamburg. Im Oktober 1972 promovierte Küpper an der Universität Hamburg. Das Thema seiner Dissertation lautete Planung der Instandhaltung.
Von 1972 bis 1976 hatte Willi Küpper eine Anstellung als wissenschaftlicher Assistent am Seminar für Allgemeine Betriebswirtschaftslehre (ABWL) der Universität Hamburg. 1976 erfolgte seine Habilitation an der Universität Hamburg zum Thema Planungssysteme. Von 1976 bis 1978 war er wissenschaftlicher Rat und Professor für Betriebswirtschaftslehre an der Universität Hamburg. Von 1978 bis 1988 war Küpper Professor für Betriebswirtschaftslehre, insbesondere Organisation und Öffentliche Verwaltung an der Carl von Ossietzky Universität Oldenburg.
Von 1988 bis 2007 war Willi Küpper Professor für Betriebswirtschaftslehre, insbesondere Personalwirtschaft an der Universität Hamburg.
Seit dem 30. September 2007 ist er emeritiert.

## Forschungsschwerpunkte
Seine Forschungs- und Interessenschwerpunkte waren Strategisches Management, Personal-Management, Organisations- und Personalentwicklung, Organisationstheorie, Innovationstheorie und organisationales Lernen.

## Schriften (Auswahl)
- Planung der Instandhaltung, Betriebswirtschaftlicher Verlag Gabler, Wiesbaden 1974, ISBN 3-409-34131-5 (Zugleich Universität Hamburg, Fachbereich Wirtschaftswissenschaften, Dissertation)
- Willi Küpper / Günther Ortmann (Hrsg.): Mikropolitik. Rationalität, Macht und Spiele in Organisationen, Westdeutscher Verlag, Opladen 1992, ISBN 3-531-12018-2
- Willi Küpper / Anke Felsch: Organisation, Macht und Ökonomie. Mikropolitik und die Konstitution organisationaler Handlungssysteme, Westdeutscher Verlag, Wiesbaden 2000, ISBN 3-531-13466-3